# Міжнародний фестиваль документального та антропологічного кіно в Пярну
Міжнародний фестиваль документального та антропологічного кіно в Пярну (Pärnu Film Festival, відомий також як Pärnu International Documentary and Antropology Film Festival) — щорічний кінофестиваль, який відбувається в м. Пярну, Естонія.
Найстаріший кінофестиваль в країнах Балтії. 

## Історія фестивалю
Перший Пярнуський кінофестиваль відбувся в 1978 р. завдяки ідеї Леннарта Мері та кінорежисера Марка Соосаара. Він був присвячений етнографічним фільмам.
Головними темами фестивалю завжди були історії виживання корінних народів та їх культур. Але в програмі показів також є соціальні інтерпретації сучасного суспільства, портрети цікавих людей і людських стосунків, а також фільми про мистецтво та науку.

## Нагороди

#### Народна премія Естонії (Estonian People's Award)

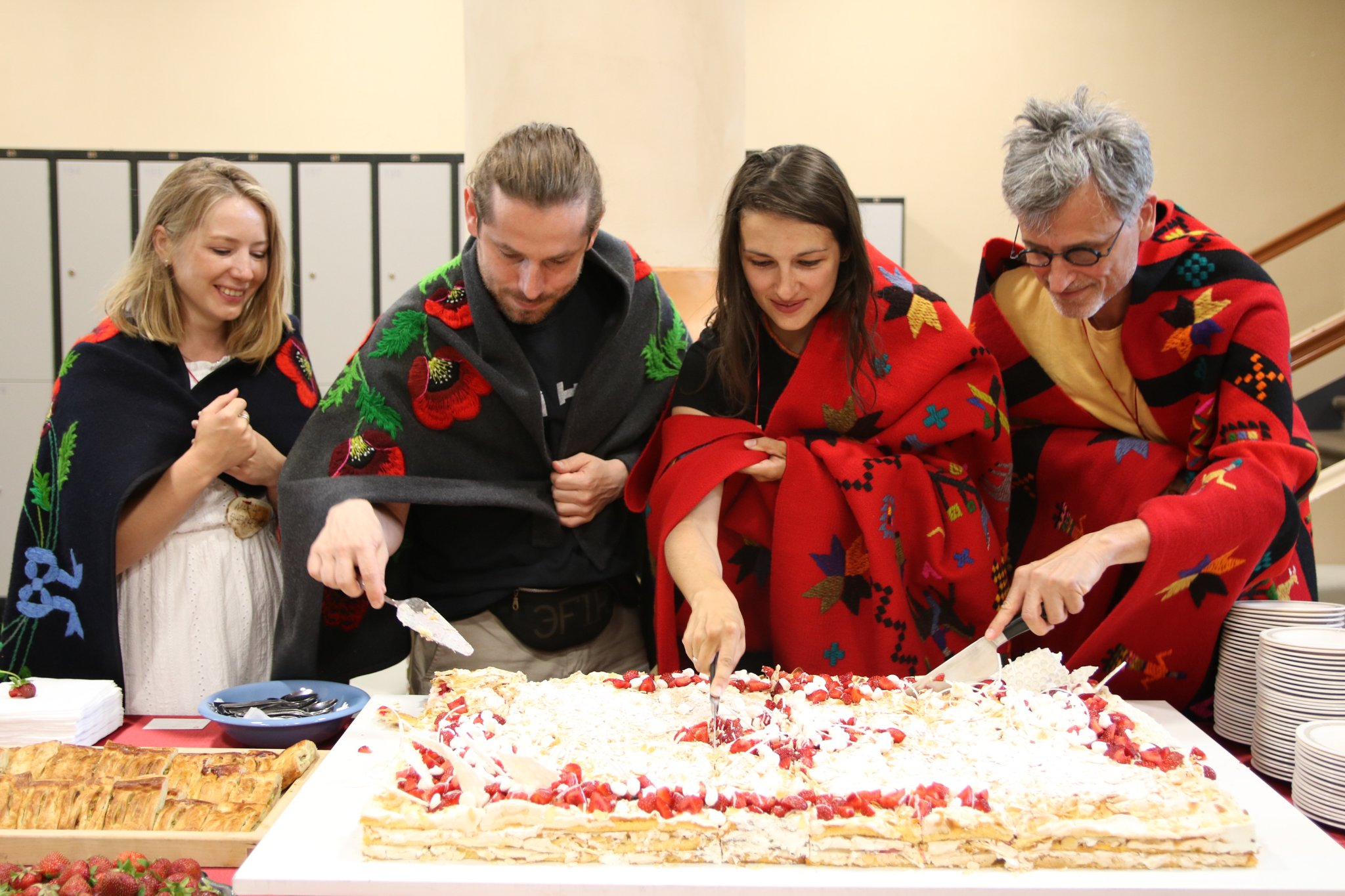
Переможці 2022 р., загорнуті в килими — традиційний приз фестивалю.

Головною нагородою фестивалю є Народна премія Естонії. Вона вручається з 1999 року у співпраці з Естонським суспільним мовником  - ERR.
Поряд з нагородами, які присуджує журі, щороку є вибірка фільмів, які демонструються на загальнонаціональному телебаченні. У співпраці з Естонським телебаченням фестиваль показує вибірку документальних фільмів усій Естонії, і звичайні глядачі голосують та обирають найкращий фільм, який вартий Народної премії Естонії. Традиційний килим, зітканий за мотивами західно-естонських орнаментів виграє режисер, робота якого набере найбільшу кількість голосів.
В 2022 році Народну премію Естонії отримав український фільм «Казка про Коника» режисерів Уляни Осовської та Дениса Страшного.
В 2024 році Народну премію Естонії здобув український фільм "Деміург" режисерки Ольги Семак. 

## Підтримка України
В 2022 році фестиваль був відкритий двома українськими стрічками. Таке рішення ухвалили на знак поваги до України й українського народу, які чинять спротив російській агресії.
В рамках відкриття показали класичний фільм Олександра Довженка «Земля» (1930) та документальну притчу з елементами анімації Уляни Осовської та Дениса Страшного «Казка про Коника» (2021). Також в рамках фестивалю показали документально-анімаційну картину «Це просто космос» (2020) Світли Магди, «Нескінченність за Флоріаном» (2022) Олексія Радинського та стрічку «Родима пляма» (2020) Марії Шевченко.
«Нескінченність за Флоріаном» (2022) Олексія Радинського та «Родима пляма» (2020) Марії Шевченко отримали відзнаки журі в категоріях «Найкращий фільм про мистецтво» та «Найкращий студентський фільм» відповідно. Фільм «Казка про Коника» Уляни Осовської та Дениса Страшного отримав Народну премію Естонії за результатами глядацького голосування.
В 2023 році фестиваль відкрився фільмом «Людина з кіноапаратом» (1929) Дзига Вертов, а за Народну премію Естонії змагався фільм української режисерки Ірини Стеценко «Рози» (2020), який присвячений творчості легендарного гурту Dach Daughters.
Україні присвятили окрему програма «Україна вивчає і навчає». В цю програму ввійшли «Будинок № 359» Алли Мітюкової (2023), «Пророк» Марії О'Рейлі (2023), «Земля крутиться» Олени Кириченко (2021), «Пейзаж після Голодомору» Юрія Терещенка (2008).
В 2024 році головну нагороду фестивалю, Народну премію Естонії, отримав фільм "Деміург" (2023) режисерки Ольги Семак.  
В конкусній програмі "Документальні фільми для молоді" було представлено фільм Александріни Цуркан "Ми хочемо жити тут"(2024), історію про підлітків з Бородянки, які повертаються до звичного життя після деокупації рідного міста. Короткометражка отримала нагороду "Найкращий документальний фільм для молоді".

## Команда фестивалю
Голова кінофестивалю Марк Соосаар (Mark Soosar) є незмінним керівником фестивалю від його заснування.
Гостьвий сервіс Марі Вірта
Голова офісу Реет Коннінг